# 刚涛
刚涛，中华人民共和国政治人物、全国脱贫攻坚先进个人。

## 生平
刚涛任渭南市住房和城乡建设局城建科科长。因在脱贫攻坚战中作出突出贡献，2021年2月25日全国脱贫攻坚总结表彰大会上，刚涛被授予“全国脱贫攻坚先进个人”。